# Эрих (король Арморики)
Эрих (брет. Erich; 425—478) — второй сын короля Арморики Алдриена.
Эрих стал правителем Арморики после смерти своего племянника Ривала. Предполагается, что он был тем Эриком, который упоминался в сказании «Эрик и Энид», позднее преобразованном валлийцами в легенду о Думнонийском короле Герайнте в «Герайнт и Энид». Эрику наследовал его старший сын Будик II. Он женился на Эрдудвиле, дочери Трифина, правителя Диведа.